# 2159 Kukkamäki
2159 Kukkamäki là một tiểu hành tinh vành đai chính do Liisi Oterma phát hiện tại Turku ngày 16.10.1941.
Tiểu hành tinh này được đặt theo tên nhà trắc địa học Phần Lan Tauno Johannes Kukkamäki (1909–1997).